# Parlamentswahl in Italienisch-Somaliland 1959
Die Parlamentswahl Italienisch-Somaliland (bzw. im Treuhandgebiet Somalia) 1959 fand am 8. März statt.
Die Somalische unabhängige Verfassungspartei und die Großsomalia-Liga boykottierten die Wahlen. Infolgedessen konnte die bisher regierende Somalische Jugendliga 83 der 90 Sitze im vergrößerten Legislativen Rat gewinnen, obwohl sie fast 100.000 Stimmen weniger erhielt als bei der Wahl 1956 (237.134 gegenüber 333.820).

## Ergebnisse
| Listen                                   | Stimmen | %    | Mandate | +/- |
| ---------------------------------------- | ------- | ---- | ------- | --- |
| Somalische Jugendliga                    | 237.134 | 75,6 | 83      | +40 |
| Somalische Unabhängige Verfassungspartei | 40.857  | 13,0 | 5       | Neu |
| Liberale Partei                          | 35.769  | 11,4 | 2       | Neu |
| Gesamt                                   | 313.760 | 100  | 90      | +20 |
|                                          |         |      |         |     |
| Quelle: African Elections Database       |         |      |         |     |